# دولت دوم آنگلا مرکل
دولت دوم آنگلا مرکل (به آلمانی: Kabinett Angela Merkel II) دولت جمهوری فدرال آلمان از ۲۸ اکتبر ۲۰۰۹ تا ۱۷ دسامبر ۲۰۱۳ همزمان با هفدهمین دوره قانونگزاری مجلس فدرال آلمان بوندستاگ فعال بود. رهبر این دولت آنگلا مرکل از اتحادیه دموکرات مسیحی آلمان بود که دولت خود را با از ائتلافی از حزب خود، اتحادیه دموکرات مسیحی و حزب خواهر آن در بایرن اتحادیه سوسیال مسیحی به همراه حزب دموکرات آزاد که شریک سنتی ائتلافی اتحادیه دموکرات مسیحی است تشکیل داد. این دولت پس از انتخابات فدرال ۲۰۰۹ در آلمان به قدرت رسید و دومین دوره رهبری آنگلا مرکل به‌شمار می‌رفت که در روز ۱۷ دسامبر ۲۰۱۳ متعاقب انتخابات بوندستاگ در آن سال به کار خود پایان داد و بعد آن دولت سوم مرکل کار خود را آغاز کرد.

## ترکیب دولت
کابینه فدرال از این وزرا تشکیل شده بود:
| مقام                                               | نام | نام                         | آغاز تصدی      | پایان تصدی          | حزب سیاسی                   |
| -------------------------------------------------- | --- | --------------------------- | -------------- | ------------------- | --------------------------- |
| صدراعظم                                            |     | آنگلا مرکل                  | ۲۲ نوامبر ۲۰۰۵ | دولت سوم آنگلا مرکل | اتحادیه دموکرات مسیحی آلمان |
| معاون صدراعظم                                      |     | گیدو وستروله                | ۲۸ اکتبر ۲۰۰۹  | ۱۸ می ۲۰۱۱          | حزب دموکرات آزاد آلمان      |
| معاون صدراعظم                                      |     | فیلیپ رسلر                  | ۱۸ می ۲۰۱۱     | ۱۷ دسامبر ۲۰۱۳      | حزب دموکرات آزاد آلمان      |
| وزیر امور خارجه                                    |     | گیدو وستروله                | ۲۸ اکتبر ۲۰۰۹  | ۱۷ دسامبر ۲۰۱۳      | حزب دموکرات آزاد آلمان      |
| وزارت کار و امور اجتماعی                           |     | فرانتس یوزف یونگ            | ۲۸ اکتبر ۲۰۰۹  | ۲۷ نوامبر ۲۰۰۹      | اتحادیه دموکرات مسیحی آلمان |
| وزارت کار و امور اجتماعی                           |     | اورزولا فن در لاین          | ۳۰ نوامبر ۲۰۰۹ | ۱۷ نوامبر ۲۰۱۳      | اتحادیه دموکرات مسیحی آلمان |
| وزارت محیط زیست، حفاظت طبیعت و ایمنی هسته ای آلمان |     | نوربرت روتگن                | ۲۸ اکتبر ۲۰۰۹  | ۲۲ می ۲۰۱۲          | اتحادیه دموکرات مسیحی آلمان |
| وزارت محیط زیست، حفاظت طبیعت و ایمنی هسته ای آلمان |     | پیتر آلتمایر                | ۲۲ می ۲۰۱۲     | ۱۷ دسامبر ۲۰۱۳      | اتحادیه دموکرات مسیحی آلمان |
| وزیر اقتصاد و فناوری                               |     | راینر برودرله               | ۲۸ اکتبر ۲۰۰۹  | ۱۲ می ۲۰۱۱          | حزب دموکرات آزاد آلمان      |
| وزیر اقتصاد و فناوری                               |     | فیلیپ رسلر                  | ۱۲ می ۲۰۱۱     | ۱۷ دسامبر ۲۰۱۳      | حزب دموکرات آزاد آلمان      |
| وزیر دفاع                                          |     | کارل تئودور تسو گوتنبرگ     | ۲۸ اکتبر ۲۰۰۹  | ۳ مارس ۲۰۱۱         | اتحادیه سوسیال-مسیحی بایرن  |
| وزیر دفاع                                          |     | توما دو مزیر                | ۳ مارس ۲۰۱۱    | ۱۷ دسامبر ۲۰۱۳      | اتحادیه دموکرات مسیحی آلمان |
| وزیر امور خانواده، سالمندان، زنان و جوانان         |     | اورزولا فن در لاین          | ۲۲ نوامبر ۲۰۰۵ | ۳۰ نوامبر ۲۰۰۹      | اتحادیه دموکرات مسیحی آلمان |
| وزیر امور خانواده، سالمندان، زنان و جوانان         |     | کریستینا شرودر              | ۳۰ نوامبر ۲۰۰۹ | ۱۷ دسامبر ۲۰۱۳      | اتحادیه دموکرات مسیحی آلمان |
| وزیر امور خاص و رئیس دفتر صدراعظم                  |     | رونالد پوفالا               | ۲۸ اکتبر ۲۰۰۹  | ۱۷ دسامبر ۲۰۱۳      | اتحادیه دموکرات مسیحی آلمان |
| وزیر کشور                                          |     | توما دو مزیر                | ۲۸ اکتبر ۲۰۰۸  | ۳ مارس ۲۰۱۱         | اتحادیه دموکرات مسیحی آلمان |
| وزیر کشور                                          |     | هانس-پتر فریدریش            | ۳ مارس ۲۰۱۱    | ۱۷ دسامبر ۲۰۱۳      | اتحادیه سوسیال-مسیحی بایرن  |
| وزیر آموزش و پژوهش                                 |     | آنته شاوان                  | ۲۲ نوامبر ۲۰۰۵ | ۱۴ فوریه ۲۰۱۳       | اتحادیه دموکرات مسیحی آلمان |
| وزیر آموزش و پژوهش                                 |     | یوهانا وانکا                | ۳ مارس ۲۰۱۱    | دولت سوم آنگلا مرکل | اتحادیه دموکرات مسیحی آلمان |
| وزارت بهداشت                                       |     | فیلیپ رسلر                  | ۲۸ اکتبر ۲۰۰۹  | ۱۲ می ۲۰۱۱          | حزب دموکرات آزاد آلمان      |
| وزارت بهداشت                                       |     | دنیل بار                    | ۱۲ می ۲۰۱۱     | ۱۷ دسامبر ۲۰۱۳      | حزب دموکرات آزاد آلمان      |
| وزیر غذا، کشاورزی و حمایت از مصرف‌کننده             |     | ایلزه آیگنر                 | ۳۱ اکتبر ۲۰۰۸  | ۳۰ سپتامبر ۲۰۱۳     | اتحادیه سوسیال-مسیحی بایرن  |
| وزیر اقتصاد                                        |     | ولفگانگ شویبله              | ۲۸ اکتبر ۲۰۰۹  | دولت سوم مرکل       | اتحادیه دموکرات مسیحی آلمان |
| وزیر حمل و نقل و زیرساخت‌های دیجیتال                |     | پتر رامزاور                 | ۲۸ اکتبر ۲۰۰۹  | ۱۷ نوامبر ۲۰۱۳      | اتحادیه سوسیال-مسیحی بایرن  |
| وزارت همکاری‌های اقتصادی و توسعه                    |     | دیرک نیبل                   | ۲۸ اکتبر ۲۰۰۹  | ۱۷ نوامبر ۲۰۱۳      | حزب دموکرات آزاد آلمان      |
| وزیر دادگستری                                      |     | زابینه لویتهویسر-اشنارنبرگر | ۲۸ اکتبر ۲۰۰۹  | ۱۷ نوامبر ۲۰۱۳      | حزب دموکرات آزاد آلمان      |

## تغییرات و جابجایی‌ها
کابینه دوم مرکل در چهار سال خود شاهد جابجایی‌های زیادی بود. اولین تغییر در ۳۰ نوامبر ۲۰۰۹ یک ماه بعد از شروع به کار دولت اتفاق افتاد که در آن فرانتس یوزف یونگ وزیر کار در دولت دوم مرکل، به دلیل جنجال‌های مربوط به حمله هوایی به پایگاه قندوز در افغانستان زمانی که در کابینه اول مرکل وزیر دفاع بود، مجبور به استعفا شد و اورزولا فن در لاین که وزیر خانواده بود جای او را گرفت. متعاقباً کریستینا شرودر جای فون در لاین را در وزارت خانواده گرفت.
در ۳ مارس ۲۰۱۱ وزیر دفاع کارل تئودور تسو گوتنبرگ به دلیل جنجال‌های مربوط به سرقت ادبی در رساله دکترایش مجبور به استعفا شد و توما دو مزیر که وزیر کشور بود به وزارت دفاع رسید و هانس-پتر فریدریش نیز عهده‌دار وزارت کشور شد.
در ۱۰ مه ۲۰۱۱، راینر برودرله به عنوان رهبر پارلمانی حزب دموکرات آزاد انتخاب شد و از سمت خود به عنوان وزیر اقتصاد استعفا داد. فیلیپ رسلر از وزارت بهداشت به وزارت اقتصاد منتقل شد و دانیل بار به وزارت بهداشت رسید. در ۱۳ مه ۲۰۱۱، حزب دموکرات آزاد رسلر را به ریاست حزب برگزید، سپس راسلر در ۱۶ مه ۲۰۱۱ به عنوان معاون صدراعظم آلمان منصوب شد و جانشین وستروله نیز در این سمت شد. با این حال وستروله سمت خود بعنوان وزیر خارجه را حفظ کرد.
در ۱۶ مه ۲۰۱۲، پس از شکست اتحادیه دموکرات مسیحی در انتخابات ایالت نوردراین-وستفالن، مرکل از یواخیم گاوک رئیس‌جمهور آلمان درخواست کرد که روتگن وزیر محیط زیست را برکنار کند. دلیل برکناری این بود که روتگن رهبر اتحادیه دموکرات مسیحی در آن ایالت بود. وی در ۲۲ مه ۲۰۱۲ برکنار شد و پتر آلتمایر به عنوان وزیر محیط زیست جانشین وی شد.
در ۵ فوریه ۲۰۱۳، آنت شاوان به دلیل ادعای سرقت ادبی در پایان‌نامه دکترایش در سال ۱۹۸۰ توسط دانشگاه دوسلدورف از دکترای خود محروم شد. او در ۹ فوریه ۲۰۱۳ استعفا داد و یوهانا وانکا جانشین وی شد.